# Kanadische Unterhauswahl 1993
- NDP: 9
- BQ: 54
- Lib: 177
- PC: 2
- Reform: 52
- Unabh.: 1

Die 35. kanadische Unterhauswahl (engl. 35th Canadian General Election, frz. 35e élection fédérale canadienne) fand am 25. Oktober 1993 statt. Gewählt wurden 295 Abgeordnete des kanadischen Unterhauses (engl. House of Commons, frz. Chambre des Communes). Die Wahl brachte einen noch nie dagewesenen Umbruch in der politischen Landschaft, über die Hälfte der Wählerschaft entschied sich für eine andere Partei als fünf Jahre zuvor. Einen regelrechten Absturz erlitt die bisher regierende Progressiv-konservative Partei von Premierministerin Kim Campbell, die von 169 auf lediglich 2 Sitze zurückfiel. Davon profitierte insbesondere die Liberale Partei, die eine komfortable absolute Mehrheit errang (177 Sitze); neuer Regierungschef wurde der bisherige Oppositionsführer Jean Chrétien.
Am 25. Juni 1993 hatte Campbell den Parteivorsitz von ihrem Vorgänger Brian Mulroney übernommen, dessen Umfragewerte die schlechtesten waren, die ein kanadischer Regierungschef jemals erzielt hatte. Campbell rief am 8. September eine Neuwahl aus und hoffte, die Gunst der Wähler wiederzuerlangen. Die Wählerbasis der Progressiv-Konservativen wandte sich jedoch zu einem großen Teil ab, was zur schwersten Niederlage einer Regierungspartei auf Bundesebene führte. Die Tories erholten sich nie mehr von diesem Schlag und fusionierten schließlich 2003 mit der Kanadischen Allianz zur neuen Konservativen Partei.
Vom Zusammenbruch der Progressiv-Konservativen profitierten neben den Liberalen zwei weitere Parteien. Der von Lucien Bouchard angeführte Bloc Québécois war mit dem Ziel angetreten, die frankophone Provinz Québec in die Unabhängigkeit zu führen und vereinte dort fast die Hälfte aller Stimmen auf sich. Mit 54 Sitzen war er die zweitgrößte Partei und somit die „offizielle Opposition“. Die populistische Reformpartei von Preston Manning kam auf 52 Sitze, war aber ausschließlich in Westkanada erfolgreich, während sie im Osten bedeutungslos blieb. Das schlechteste Ergebnis ihrer Geschichte erzielte die Neue Demokratische Partei (NDP), die auf lediglich 9 Sitze kam und das einzige Mal weniger als eine Million Stimmen erzielte.

## Ausgangslage
Bei der Wahl 1984 hatte Brian Mulroney die Progressiv-konservative Partei zur größten Regierungsmehrheit in der Geschichte Kanadas geführt, mit dem jeweils höchsten Wähleranteil in allen zehn Provinzen. Besonders bemerkenswert war der Durchbruch in Québec gewesen, wo die Partei sich von einem auf 58 Sitze gesteigert und die Liberalen außerhalb von Montreal vollständig verdrängt hatte. Mulroneys Regierung fußte auf einer „großen Koalition“, bestehend aus sozialkonservativen Populisten in Westkanada, dem wirtschaftsnahen Flügel in den atlantischen Provinzen und Ontario sowie den Nationalisten in Québec. Diese Faktionen verhalfen ihm vier Jahre später erneut zum Wahlsieg, wenn auch mit spürbar geringerem Wähleranteil. Im Verlaufe der folgenden fünf Jahre brach die Beliebtheit Mulroneys und seiner Partei ein. Die Rezession der späten 1980er Jahre traf die kanadische Wirtschaft schwer, als die Arbeitslosenquote markant anstieg und das Budgetdefizit trotz Versprechungen der Bundesregierung wuchs. Um das Defizit wieder auszugleichen, führte die Regierung 1991 die höchst umstrittene und unbeliebte Goods and Services Tax ein.

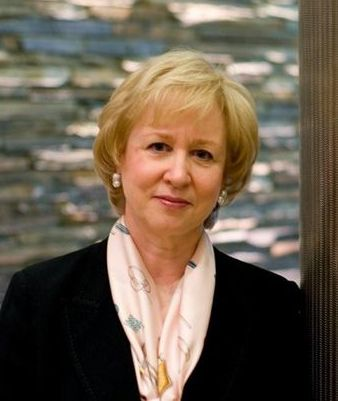
Kim Campbell

Mulroney hatte auch versprochen, die kanadische Verfassung zugunsten einer größeren Autonomie der Provinzen zu ändern. Dieses Versprechen war der Hauptgrund für die Unterstützung seiner Partei in Québec. Beide in Angriff genommenen Verfassungsrevisionen scheiterten jedoch. Der Meech Lake Accord kam nicht zustande, weil die Parlamente von Neufundland und Manitoba die Frist zur Ratifizierung verstreichen ließen. Am 26. Oktober 1992 wurde der Charlottetown Accord in einer Volksabstimmung mit 54,3 % der Stimmen abgelehnt, entgegen der Empfehlung aller Provinzpremierminister und der meisten Parteien. Diese Faktoren trugen dazu bei, dass Mulroney die schlechtesten Ergebnisse seit Einführung von Meinungsumfragen in den 1940er Jahren erzielte.
Die Legislaturperiode neigte sich dem Ende zu und die schlechten Umfragewerte deuteten auf eine sichere Niederlage bei der bevorstehenden Wahl hin, weshalb Mulroney im Februar 1993 seinen baldigen Rückzug aus der Politik ankündigte. Bei der parteiinternen Abstimmung am 13. Juni setzte sich Justizministerin Kim Campbell im zweiten Wahlgang gegen Umweltminister Jean Charest durch. Am 25. Juni übernahm sie als erste Frau das Amt des Parteivorsitzenden und des Premierministers. Nach ihrer Vereidigung genoss sie vorübergehend große Popularität.
Der Aufstieg zweier neuer Parteien trug maßgeblich zum Zusammenbruch von Mulroneys „großer Koalition“ bei. Nach dem Scheitern des Meech Lake Accord gründete der frühere Minister Lucien Bouchard zusammen mit progressiv-konservativen und liberalen Abgeordneten den Bloc Québécois. Diese Partei sicherte sich rasch die Unterstützung der Separatisten und der Parti Québécois. Im August 1990 gewann Gilles Duceppe eine Nachwahl und bis zur Unterhauswahl führte der Bloc stets die Meinungsumfragen in der Provinz Québec an. Die Reformpartei war eine im Westen verwurzelte populistische Partei, die von Preston Manning angeführt wurde (dem Sohn des früheren Premierministers von Alberta, Ernest Manning). Während sie zunächst allgemein die Interessen Westkanadas vertrat, war sie bald am rechten Rand des politischen Spektrums angesiedelt. Viele Westkanadier fühlten sich durch die Liberalen nicht mehr vertreten und misstrauten auch den Progressiv-Konservativen, da sie den Frankophonen zu viele Zugeständnisse machte. Den ersten Nachwahlerfolg feierte die Reformpartei im März 1989 in Edmonton; allmählich übernahm sie die Rolle der westkanadischen Protestpartei, die traditionellerweise von der NDP ausgeübt worden war.

## Wahlkampagne
Die Liberale Partei hatte sich lange auf den Wahlkampf vorbereitet. Am 19. September veröffentlichten sie ihr 112-seitiges Parteiprogramm, das von den Medien rasch den Spitznamen Red Book („Rotes Buch“) erhielt. Es zählte detailliert auf, was eine liberale Regierung tun würde, sollte sie gewählt werden. Mehrere Jahre war daran gearbeitet worden, was für eine kanadische Partei beispiellos war. Einige Tage später reagierten die Tories mit der Veröffentlichung einer hastig zusammengestellten „Steuerzahler-Agenda“, doch es waren die Liberalen, die sich als Partei mit Ideen profilieren konnten. Sie waren auch durchwegs gut organisiert und in der Lage, ihre Botschaft klar und verständlich zu präsentieren. Dem gegenüber war die Wahlkampagne der Tories gemäß Einschätzung der Zeitung The Globe and Mail „die inkompetenteste in der modernen politischen Geschichte“. Beispielsweise erhielten die lokalen Sektionen kein Wahlkampfmaterial, sodass die Kandidaten ihre eigenen Broschüren drucken lassen mussten und deshalb auch nicht mit geeinter Stimme auftreten konnten.

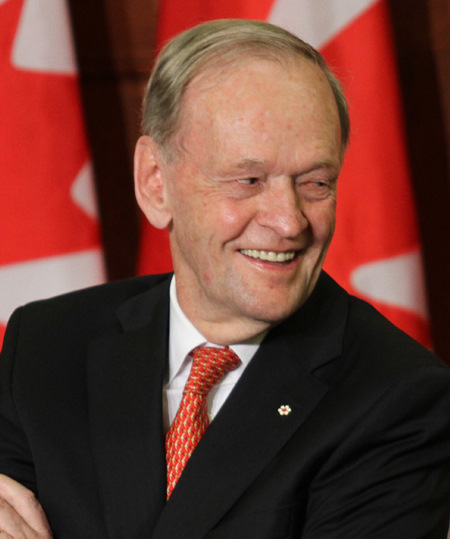
Jean Chrétien

Während der Bloc Québécois von einer stark angestiegenen Unterstützung der Separatisten profitierte und offen für die Unabhängigkeit Québecs eintrat, bot sich die Reformpartei als Alternative für enttäuschte konservative Wähler in Westkanada an. Sie forderte einen demokratisch gewählten und regional ausgeglicheneren Senat und befürwortete eine verstärkte Bürgerbeteiligung durch mehr Volksabstimmungen und Referenden. Ein weiterer Faktor für die wachsende Beliebtheit der Reformpartei waren Forderungen nach weniger Bürokratie und tieferen Steuern sowie sozialkonservative Werte. Die Reformpartei verfügte über wenig Geld, sodass die Wahlkampfhelfer in billigen Hotels übernachteten und ausschließlich in der Economy Class flogen, was sie bei auf Sparsamkeit bedachten Konservativen beliebt machte.
Ab Oktober fielen die Progressiv-Konservativen in den Meinungsumfragen hinter die Liberalen zurück und es zeichnete sich immer mehr ab, dass es zu einem Regierungswechsel kommen würde. Noch waren Kim Campbells Beliebtheitswerte höher als jene von Jean Chrétien. Die Wahlkampfleiter der Tories beschlossen, eine Serie von TV-Spots zu produzieren, die den Oppositionsführer persönlich angriffen und sich über die Teillähmung seines Gesichts lustig zu machen schienen. Die Öffentlichkeit, darunter Vertreter aller politischen Lager, reagierte empört auf die beleidigende Negativkampagne, woraufhin Campbell die Spots absetzen ließ. Als Folge davon schossen Chrétiens Umfragewerte in die Höhe.

## Folgen für die Parteien

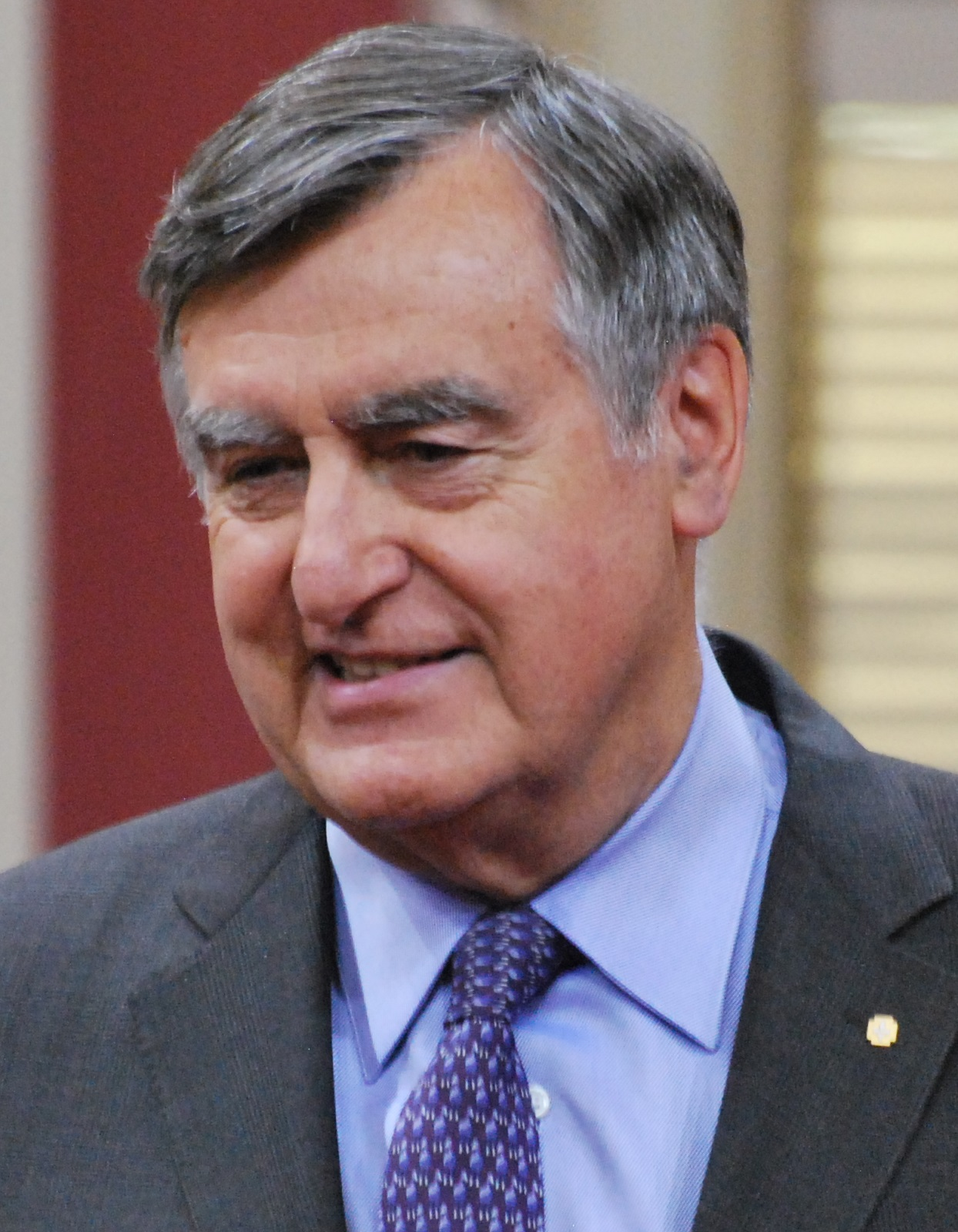
Lucien Bouchard

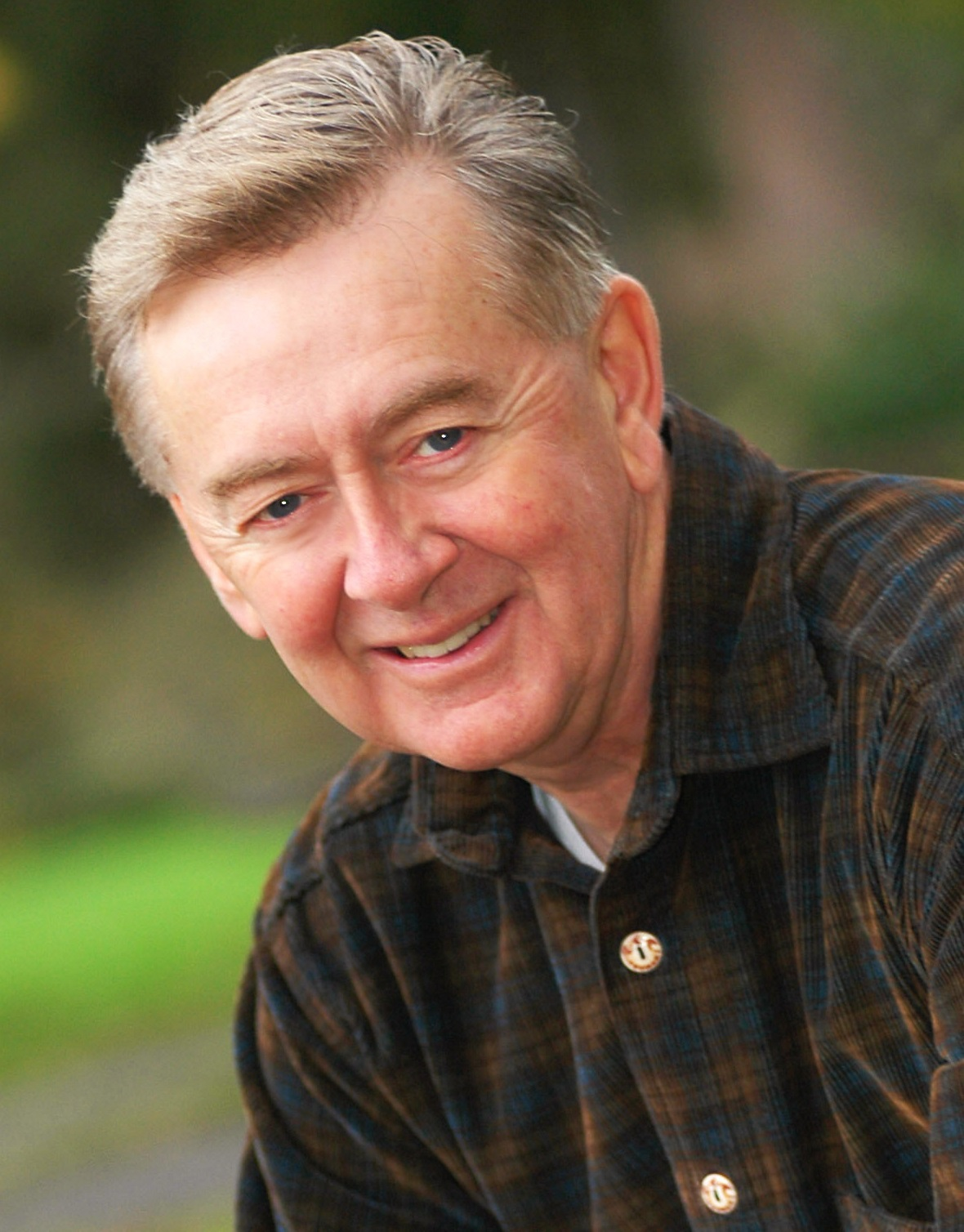
Preston Manning

Die Wahl, an der 70,9 % der Wahlberechtigten teilnahmen, verlief für die Progressiv-Konservativen katastrophal. Der Wähleranteil schrumpfte von 43 auf 16 %, nur gerade in zwei Wahlkreisen konnten sie gewinnen. Sowohl in absoluten Zahlen als auch prozentual erlitten sie die schwerste Niederlage einer Regierungspartei auf Bundesebene. Es ist auch einer der weltweit seltenen Fälle, in denen eine Regierungspartei bei freien Wahlen bis fast zur Bedeutungslosigkeit abstürzte. Die Wählerbasis im Westen wandte sich weitgehend der Reformpartei zu, in Québec zu den Liberalen und zum Bloc Québecois, in den atlantischen Provinzen und in Ontario überwiegend zu den Liberalen. Zwar erhielten die Tories mehr als zwei Millionen Stimmen, doch war die Unterstützung nirgends groß genug, dass sich dies in nennenswerten Wahlkreisgewinnen niedergeschlagen hätte. Die Partei war nach der Wahl hoch verschuldet und ohne Fraktionsstatus war sie von staatlicher finanzieller Unterstützung ausgeschlossen. Kim Campbell unterlag in ihrem eigenen Wahlkreis in Vancouver. Es war das dritte Mal, dass dies einem amtierenden Premierminister widerfuhr (vor ihr war Arthur Meighen in den Jahren 1921 und 1926 unterlegen). Alle anderen Mitglieder ihres Kabinetts verloren ihr Parlamentsmandat, mit Ausnahme von Jean Charest. Neben Charest war Elsie Wayne, die Bürgermeisterin von Saint John, die einzige erfolgreiche Kandidatin. Verschiedene Minister wie Michael Wilson, John Crosbie oder Joe Clark waren gar nicht erst zur Wahl angetreten.
Die Liberale Partei gewann sämtliche Sitze in Neufundland, Nova Scotia und Prince Edward Island, neun von zehn Sitzen in New Brunswick und mit einer Ausnahme sämtliche Sitze in Ontario. Sie profitierte dabei von der Unterstützung so genannter Red Tories (sozialliberale Konservative), denen die Reformpartei zu extrem war. Im Westen dominierten die Liberalen in Manitoba (12 von 14 Sitzen). Ebenso gewannen sie erstmals seit 1974 bzw. 1968 Sitze in Saskatchewan und Alberta. Hingegen gelang es ihnen nicht, ihre einst dominierende Position in Québec wiederzuerlangen, obwohl der Parteivorsitzende von dort stammte. Dies war hauptsächlich auf Jean Chrétiens heftigen Widerstand gegen den Meech Lake Accord zurückzuführen. Somit liefen die progressiv-konservativen Wähler überwiegend zum Bloc Québécois über. Eher unterdurchschnittlich war das Ergebnis auch in British Columbia. Trotzdem erzielten die Liberalen mit insgesamt 177 Sitzen das drittbeste Ergebnis in ihrer Parteigeschichte. Sie waren auch die einzige Partei, die Abgeordnete aus allen Provinzen in ihren Reihen hatte.
Der Bloc Québécois, der ausschließlich in Québec angetreten war, erzielte dort einen Wähleranteil von 49,3 % und gewann in 54 von 75 Wahlkreisen. Dies war das beste Ergebnis einer „Drittpartei“ seit dem Jahr 1921, als die Progressive Partei 58 Sitze gewonnen hatte. Der Erfolg des Bloc Québécois war sehr eindrücklich, da die Partei erst drei Jahre zuvor gegründet worden war. Aufgrund der Zersplitterung in den übrigen Provinzen wurde der Bloc Québécois die zweitstärkste Partei im Unterhaus. Als stärkste Oppositionskraft („offizielle Opposition“) genoss sie beträchtliche Privilegien.
Der Reformpartei gelang der Durchbruch, indem sie die Wählerbasis der Tories im Westen weitgehend übernehmen und etliche enttäuschte NDP-Wähler ansprechen konnte. Sie dominierte in British Columbia und Alberta, hinzu kamen vereinzelte Sitze in Saskatchewan und Manitoba. Mit Ausnahme eines Wahlkreises in Ontario war sie jedoch im Osten erfolglos, da ihre Agenda als zu extrem und regionalistisch empfunden wurde. In Québec trat sie gar nicht erst an; es ist aber auch nicht anzunehmen, dass sie dort erfolgreich gewesen wäre: Preston Manning sprach schlecht Französisch, hinzu kamen der kompromisslose Föderalismus sowie die Ablehnung der offiziellen Zweisprachigkeit. Der Konzentration im Westen bescherte der Reformpartei 52 Sitze. Obwohl der Bloc Québécois eigentlich die offizielle Opposition war, betrachteten die Liberalen die Reformpartei in allen Fragen, die nicht Québec betrafen, als Hauptkonkurrenten.
Die NDP gewann lediglich neun Sitze und somit drei weniger, als für die Bildung einer Fraktion notwendig waren. Gegenüber dem Ergebnis von 1988 verringerte sich der Wähleranteil um zwei Drittel. Für diese Niederlage verantwortlich gemacht wurden vor allem die NDP-Provinzregierungen von Bob Rae in Ontario und Mike Harcourt in British Columbia, deren Unbeliebtheit auf die Bundespartei abfärbte. Ein weiterer Faktor war das „taktische Wählen“, bei dem NDP-Anhänger einen liberalen Kandidaten wählten, um möglichst sicher zu gehen, dass ein progressiv-konservativer Kandidat erfolglos blieb. Ein bedeutender Anteil der NDP-Wähler im Westen, der im Gegensatz zur Bundespartei Verfassungsreformen ablehnte, fand Gefallen am Populismus der Reformpartei. Die Versuche der Parteivorsitzenden Audrey McLaughlin, die Partei in Québec zu etablieren, trug zum Unmut in den westkanadischen Hochburgen bei.

## Ergebnisse

### Gesamtergebnis

Übersicht der Provinzen und Territorien

| Partei | Partei                         | Vorsitzender      | Kandi- daten | Sitze 1988 | bei Auf- lösung | Sitze 1993 | +/−   | Stimmen    | Wähler- anteil | +/−       |
| ------ | ------------------------------ | ----------------- | ------------ | ---------- | --------------- | ---------- | ----- | ---------- | -------------- | --------- |
|        | Liberale Partei                | Jean Chrétien     | 295          | 083        | 079             | 177        | + 094 | 5.647.952  | 41,24 %        | + 9,32 %  |
|        | Bloc Québécois                 | Lucien Bouchard   | 075          |            | 010             | 054        | + 054 | 1.846.024  | 13,52 %        | + 13,52 % |
|        | Reformpartei                   | Preston Manning   | 207          |            | 001             | 052        | + 052 | 2.559.245  | 18,69 %        | + 16,60 % |
|        | Neue Demokratische Partei      | Audrey McLaughlin | 294          | 043        | 044             | 009        | − 034 | 939.575    | 6,88 %         | − 13,50 % |
|        | Progressiv-konservative Partei | Kim Campbell      | 295          | 169        | 154             | 002        | − 167 | 2.186.422  | 16,04 %        | − 26,99 % |
|        | Unabhängige                    |                   | 129          |            | 003             | 001        | + 001 | 60.434     | 0,73 %         | + 0,56 %  |
|        | Nationale Partei               | Mel Hurtig        | 170          |            |                 |            |       | 187.251    | 1,38 %         | + 1,38 %  |
|        | Naturgesetzpartei              | Neil Paterson     | 231          |            |                 |            |       | 84.743     | 0,63 %         | + 0,63 %  |
|        | Nicht parteigebunden           |                   | 023          |            |                 |            |       | 48.959     | 0,09 %         | − 0,10 %  |
|        | Grüne Partei                   | Chris Lea         | 079          |            |                 |            |       | 32.979     | 0,24 %         | − 0,12 %  |
|        | Christian Heritage             | Heather Stillwell | 059          |            |                 |            |       | 30.358     | 0,22 %         | − 0,56 %  |
|        | Libertarian Party              | Hilliard Cox      | 052          |            |                 |            |       | 14.630     | 0,11 %         | − 0,14 %  |
|        | Abolitionist Party             | John Turmel       | 080          |            |                 |            |       | 9.141      | 0,07 %         | + 0,07 %  |
|        | Canada Party                   | Joseph Thauberger | 056          |            |                 |            |       | 7.506      | 0,06 %         | + 0,06 %  |
|        | Commonwealth Party             | Gilles Gervais    | 059          |            |                 |            |       | 7.316      | 0,06 %         |           |
|        | Marxisten-Leninisten           | Hardial Bains     | 051          |            |                 |            |       | 5.136      | 0,04 %         | + 0,04 %  |
|        | vakant                         |                   |              |            | 004             |            |       |            |                |           |
| Gesamt | Gesamt                         | Gesamt            | 2.155        | 295        | 295             | 295        |       | 13.667.671 | 100,0 %        |           |

### Ergebnis nach Provinzen und Territorien
| Partei      | Partei                         | Partei      | BC   | AB   | SK   | MB   | ON   | QC   | NB   | NS   | PE   | NL   | NW   | YK   | Gesamt |
| ----------- | ------------------------------ | ----------- | ---- | ---- | ---- | ---- | ---- | ---- | ---- | ---- | ---- | ---- | ---- | ---- | ------ |
|             | Liberale Partei                | Sitze       | 6    | 4    | 5    | 12   | 98   | 19   | 9    | 11   | 4    | 7    | 2    |      | 177    |
|             | Liberale Partei                | Anteil in % | 28,1 | 25,1 | 32,1 | 45,0 | 52,9 | 33,0 | 56,0 | 52,0 | 60,1 | 67,3 | 73,0 | 23,2 | 41,2   |
|             | Bloc Québécois                 | Sitze       |      |      |      |      |      | 54   |      |      |      |      |      |      | 54     |
|             | Bloc Québécois                 | Anteil in % |      |      |      |      |      | 49,3 |      |      |      |      |      |      | 13,5   |
|             | Reformpartei                   | Sitze       | 24   | 22   | 4    | 1    | 1    |      |      |      |      |      |      |      | 52     |
|             | Reformpartei                   | Anteil in % | 36,4 | 52,3 | 27,2 | 22,4 | 20,1 |      | 8,5  | 13,3 | 1,0  | 1,0  | 6,1  | 13,1 | 18,7   |
|             | Neue Demokratische Partei      | Sitze       | 2    |      | 5    | 1    |      |      |      |      |      |      |      | 1    | 9      |
|             | Neue Demokratische Partei      | Anteil in % | 15,5 | 4,1  | 26,6 | 16,7 | 6,0  | 1,5  | 4,9  | 6,8  | 5,2  | 3,5  | 6,0  | 43,4 | 6,9    |
|             | Progressiv-konservative Partei | Sitze       |      |      |      |      |      | 1    | 1    |      |      |      |      |      | 2      |
|             | Progressiv-konservative Partei | Anteil in % | 13,5 | 14.6 | 11,3 | 11,9 | 17,6 | 13,5 | 27,9 | 23,5 | 32,0 | 26,7 | 12,7 | 17,7 | 16,0   |
|             | Unabhängige                    | Sitze       |      |      |      |      |      | 1    |      |      |      |      |      |      | 1      |
|             | Unabhängige                    | Anteil in % | 0,3  | 0.4  | 1,0  | 0,1  | 0,8  | 1,1  | 1,3  | 2,1  |      |      |      |      | 0,7    |
|             | Nationale Partei               | Anteil in % | 4,1  | 2,4  | 1,0  | 3,1  | 1,2  | 0,1  | 0,3  | 1,1  | 0,5  | 0,5  |      | 2,1  | 1,4    |
|             | Naturgesetzpartei              | Anteil in % | 0,6  | 0,6  | 0,3  | 0,4  | 0,5  | 0,8  | 0,5  | 0,9  | 0,2  | 0,8  | 0,9  |      | 0,6    |
|             | Grüne Partei                   | Anteil in % | 0,7  | 0,3  |      |      | 0,3  | 0,1  |      | 0,1  | 0,3  |      | 1,4  |      | 0,2    |
|             | Christian Heritage             | Anteil in % | 0,4  | 0,2  | 0,2  | 0,3  | 0,3  |      | 0,3  | 0,3  | 0,7  | 0,2  |      | 0,4  | 0,2    |
|             | Libertarian Party              | Anteil in % | 0,3  |      |      |      | 0,2  | 0,1  |      |      |      |      |      |      | 0,1    |
|             | Abolitionist Party             | Anteil in % |      |      |      |      | 0,1  | 0,2  |      |      |      |      |      |      | 0,1    |
|             | Canada Party                   | Anteil in % | 0,1  | 0,1  | 0,3  | 0,3  |      |      | 0,3  |      |      |      |      |      | 0,1    |
|             | Commonwealth Party             | Anteil in % |      |      |      |      |      | 0,2  |      |      |      |      |      |      | 0,1    |
|             | Marxisten-Leninisten           | Anteil in % |      |      |      |      | 0,1  |      |      |      |      |      |      |      | <0,1   |
| Sitze total | Sitze total                    | Sitze total | 32   | 26   | 14   | 14   | 99   | 75   | 10   | 11   | 4    | 7    | 2    | 1    | 295    |